# Kruibeke
Kruibeke este o comună neerlandofonă situată în provincia Flandra de Est, regiunea Flandra din Belgia. La 1 ianuarie 2008 avea o populație totală de 15.489 locuitori.
Primarul localității este Anoine Denert (din 2003).
Acesta a înființat Departamentul Tandreții pentru a încuraja locuitorii sa fie mai înțelegători unii cu alții.

## Geografie
Comuna actuală Kruibeke a fost formată în urma unei reorganizări teritoriale în anul 1977, prin înglobarea într-o singură entitate a 3 comune învecinate. Suprafața totală a comunei este de 33,42 km². Comuna este subdivizată în secțiuni, ce corespund aproximativ cu fostele comune de dinainte de 1977. Acestea sunt:
| - I. Kruibeke - II. Rupelmonde - III. Bazel |

Localitățile limitrofe sunt:
- Comuna Anvers:
  - a. Hoboken
- Comuna Hemiksem:
  - b. Hemiksem
- Comuna Schelle:
  - c. Schelle
- Comuna Bornem:
  - d. Hingene
- Comuna Temse:
  - e. Steendorp
  - f. Temse
- Comuna Beveren:
  - g. Haasdonk
  - h. Melsele
- Comuna Zwijndrecht:
  - i. Burcht

Cel mai vechi centru laic al regiunii este castelul feudal Wissekerke din Bazel care a fost locuit de vechea familie Vilain pâna în anul 1989.

## Localități înfrățite
- Germania: Gangelt;
- Germania: Holsthum;
- Țările de Jos: Wissekerke;
- România: Moldovița;
- Yemen: Al `Udayn.